# La Confrérie des Éveillés
La Confrérie des Éveillés est un roman historique arabo andalou de Jacques Attali publié en 2004 aux éditions Fayard. 

## Résumé[1]
Avec l'arrivée des Almohades à Cordoue en 1149 prend fin l'âge d'or de la ville. Le retour à un Islam rigoriste voit la persécution des Juifs et des Chrétiens installés depuis des générations dans la ville. Le respecté Eliphar a le temps, avant de mourir torturé pour sa foi israélite, de confier à son jeune neveu Moshe Ben Maymun, féru d'Aristote, le secret pour accéder au « livre le plus important à avoir jamais été écrit par un être humain ». Il doit pour ce faire retrouver Gérard de Crémone, un traducteur établi à Tolède, en zone chrétienne, et lui présenter un tétradrachme confié par son oncle.
Treize ans plus tard, Muhammad Ibn Rushd, un jeune érudit musulman de Cordoue, est convoqué à Fès par un proche du pouvoir, avec la même mission de retrouver Gérard de Crémone pour obtenir le livre.
La quête des deux érudits sera jalonnée de meurtres et de disparitions. Ils seront eux-mêmes à diverses reprises menacés par les Éveillés.

## Analyse critique
Dans L'Express, Jacques Duquesne décrit ce roman comme un « thriller, une quête initiatique qui mène à une réflexion sur le choc des monothéismes ». Il souligne que l'intrigue sert surtout de prétexte au développement des échanges philosophiques et théologiques qu'auraient pu avoir les deux grands penseurs qui jouent un rôle central dans cette histoire: Maïmonide (Moshe) et Averroès (Ibn Rushd). Ils partagent en effet le même intérêt pour la pensée d'Aristote, qu'ils tentent de concilier avec la doctrine de leur religion respective. Cette aspiration à vouloir réconcilier science et religion est symbolisée dans le roman par la recherche d'un livre mythique, qui représente beaucoup plus qu'un simple MacGuffin. Jacques Duquesne constate que la religion chrétienne est peu présente dans le récit, mais Jacques Attali a expliqué qu'il faut attendre un siècle de plus pour que Thomas d'Aquin développe à son tour un rapprochement entre Aristote et la troisième religion monothéiste. Il considère cependant qu'Averroès est un penseur médiéval encore plus important que Maïmonide.